# Eric Ives
Eric Ives, född 12 juli 1931, död 25 september 2012, var en brittisk historiker, författare till flera historiska böcker, samt professor emeritus i Englands historia vid University of Birmingham. Hans forskning rörde sig mest kring Tudortiden, och han var framförallt expert på Anne Boleyn.

## Biografi
- The Life and Death of Anne Boleyn (Blackwell Publishing, andra utgåvan, 2005)
- Henry VIII (Very Interesting People Series, 2007)
- Lady Jane Grey: A Tudor Mystery (Wilney-Blackwell, 2009)[1]